# Simona Ventura
Simona Ventura (Bentivoglio, 1 de abril de 1965) es una presentadora de televisión, showgirl y actriz italiana.

## Trayectoria
Hija de un soldado y una exmodelo, Simona Ventura nació en Bentivoglio (Provincia de Bolonia, Emilia-Romaña). Aún joven se trasladó con su familia a Chivasso, Piamonte y desde el año 1978 hasta el 1980 estudió en el Instituto profesional de Hotel de Savona. En Torino participó en varias competiciones de esquí, ella mientras estudiaba en el instituto ISEF. Mientras tanto, trabajó como contable en una empresa de camiones hasta que descubrió que su salario realmente lo pagaba su madre. Posteriormente, trabajó planchando manteles en un club de tenis. Comenzó en la televisión con Giancarlo Magalli en el programa Domani Sposi.
Más tarde, se encargó de la información deportiva en Telemontecarlo, participando en la retransmisión de la Copa Mundial de Fútbol 1990, el Campeonato Europeo de Fútbol en 1992 y los Juegos Olímpicos de Barcelona. En la RAI presentó junto a Pippo Baudo en el programa del domingo Domenica In (1991) y después, en 1992, en La Domenica Sportiva. También participó en la demostración de TV Pavarotti International. Su carrera continuó en los canales de Mediaset que reciben demostraciones de variedad como Mai dire Goal, Cuori e Denari, Boom, Scherzi a parte (la versión italiana de Punk'd), Festivalbar, Le Iene, Matricole, Gli Indelebili '99, Cari Amici Miei, Zelig - noi facciamo cabaret, Piccole Canaglie. Su etapa en este grupo se prolongaría durante ocho años. En 1996 ella presentó en la RAI la sección de los debutantes del Festival de la Canción de San Remo en Rai 1. 

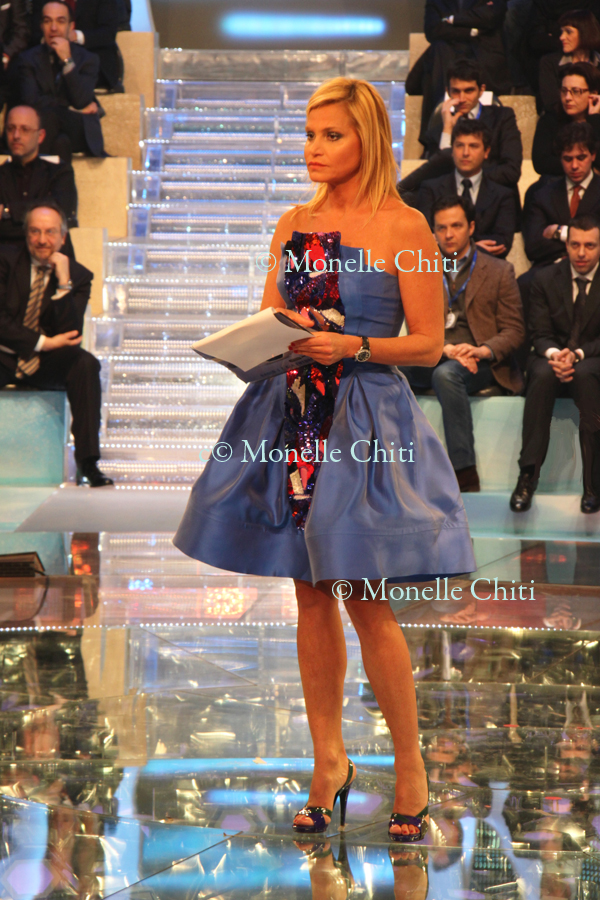
Simona Ventura conduce L'isola dei famosi con un traje de Armani

En 2001 Simona volvió en Rai Due para la conducción del programa de fútbol Quelli che il Calcio: en una hora de máxima audiencia. Antes de este, realizó otra demostración de entretenimiento que llamó Quelli che… aspettano (El programa Quelli che il Calcio está continuando con otros presentadores). Al año siguiente el presentador de televisión Pippo Baudo la elige para el Dopofestival (una demostración de variedad sobre el Festival de la Canción de San Remo); siempre en año 2002 Simona juntas a Gene Gnocchi llevó a cabo el programa satírico La Grande Notte del Lunedì Sera, el nombre del programa fue elegido por parte de ella. Simona Ventura se encargó de presentar la versión italiana de Supervivientes, L'isola dei famosi; a partir de 2003 hasta el año 2010 Simona ha conducido una serie de ediciones, mientras en 2011 ella fue a la isla para hacer una vista entre los participantes. En 2004 en la Rai 1 ha llevado a cabo el Festival de la Canción de San Remo. El año 2005 y 2006 Simona recibió la segunda tercera edición del telerrealidad Music Farm. En abril de 2007 para la Rai 1 Simona conduce la versión revisada de la transmisión I Cervelloni, programa convertido de nueva función y llamado Colpo di genio: sin embargo el programa Colpo di genio se ha cancelado después de sólo dos episodios debido a bajos índices de audience. En año 2008 fue un juez en el reality musical Factor X italiano (X Factor Italia) conducido por Francesco Facchinetti en Rai 2. A la segunda edición de la primavera de 2009 ha sido juez del mismo concurso, pero, reemplazada por Claudia Mori, se negó a estar presente con la tercera edición emitida en el otoño después: en esta falta de presencia como jurado toma parte a los últimos episodios de I migliori anni, programa mítico en Rai 1 y llevado por el presentador Carlo Conti.
Simona Ventura en 2011, 2012 y 2013 fue juez en el reality musical Factor X italiano conducido por Alessandro Cattelan en Sky Uno, de la televisión de pago de Sky Italia. En la primavera 2016 Simona participa a la undécima edición de L'isola dei famosi en el aire sobre Canal 5 en primera velada con la conducción de Alessia Marcuzzi en calidad de competidor (junto con Alessia Reato y Claudia Galanti con las cuales había trabajado seis años antes durante la ya citada séptima edición sobre Rai 2). En el otoño de 2016 el modelo Mariano Di Vaio (junto con Stefano De Martino) fue uno de los profesores y tutores en la primera edición del talent show de Canale 5 Selfie – Le cose cambiano conducido por Simona Ventura. Entre mayo y junio de 2017 Bernardo Corradi (junto con el bailarín profesional Stefano De Martino) fue uno de los tutores y profesores en la segunda edición del talent show de Canale 5 Selfie – Le cose cambiano conducido por Simona Ventura. En la primavera 2019 conduce The Voice of Italy, talent show de Rai 2.
En 2024, se casó con el periodista y presentador de televisión Giovanni Terzi.